# Наслег
Насле́г (якут. нэһилиэк) — якутский посёлок, часть якутской волости (улуса) в Российской империи или района Якутской АССР в СССР. В настоящее время — административная единица Якутии, соответствующая сельсовету или сельскому поселению.
В Российской империи наслег — сельское общество, в котором числилось один или несколько якутских родов. Каждая якутская волость (по-местному — улус) разделялась на наслеги, управляемые выборными старостами. Роды, числившиеся в пределах наслег, управлялись старшинами. В каждом наслеге имелись наслежные писарь, десятник, капрал или сборщик податей и рассыльный (скороход). На наслежных собраниях или сходках все взрослые жители наслега имели голос.
С 1790 по 1800 годы одновременно использовались названия волость и наслег, с 1840 года в архивных документах упоминается только «наслег». В советское время наслеги назывались также сельсоветами, названия были равнозначными и часто употреблялись вместе либо порознь, например «Томторский сельсовет (наслег)». Сейчас сёла Якутии, в основном являющиеся муниципальными образованиями улусного (районного) подчинения, используют в своих названиях этот термин.
На 1 июня 2009 года, по данным Официального информационного портала Республики Саха (Якутия), насчитывалось 364 наслега.